# Frank Bayard

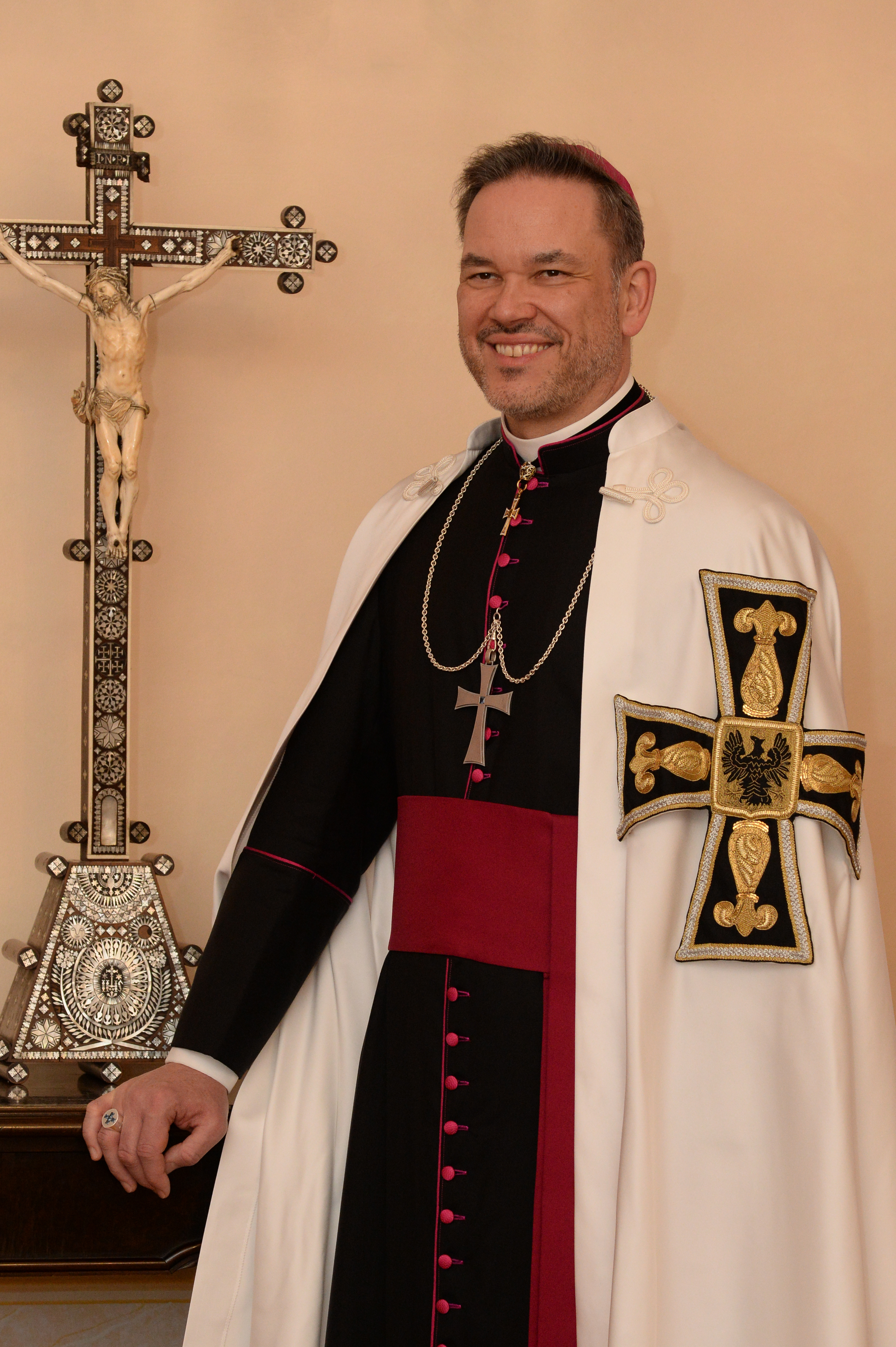
Frank Bayard (2020)

Frank Bayard OT (* 11. Oktober 1971 in Püttlingen) ist ein deutscher römisch-katholischer Geistlicher und 66. Hochmeister und Generalabt des Deutschen Ordens.

## Leben
Frank Bayard studierte nach einer Lehre als Bankkaufmann bei der Deutschen Bank Betriebswirtschaft und Europäische Wirtschaft an der Wissenschaftlichen Hochschule Lahr (WHL) mit Abschluss als Diplom-Betriebswirt (FH).
Im Jahr 2000 trat Bayard in den Deutschen Orden ein, legte am 19. September 2004 die ewige Profess ab und studierte von 2001 bis 2008 Philosophie, Katholische Theologie, Geschichte und Gesundheitsmanagement in Innsbruck und Wien. Am 22. Juli 2006 empfing er in der Stiftskirche Weyarn durch den Erzbischof von München und Freising, Friedrich Kardinal Wetter, das Sakrament der Priesterweihe. Seit 2015 war er Substitut der Pfarre von Gumpoldskirchen in der Erzdiözese Wien.
2006 wurde er als Generalrat der deutschen Brüderprovinz in die Generalleitung des Deutschen Ordens gewählt; von 2008 bis 2018 war er Generalökonom des Ordens. Am 22. August 2018 wurde Frank Bayard beim Generalkapitel des Deutschen Ordens in Wien als Nachfolger Bruno Platters für sechs Jahre zum Generalabt und Hochmeister des Ordens gewählt und sofort in sein Amt eingesetzt. Die Abtsweihe erteilte ihm der Erzbischof von Wien, Christoph Kardinal Schönborn, am 17. November desselben Jahres im Wiener Stephansdom.
Nach der Gründung der Österreichischen Ordenskonferenz im Dezember 2019, als Zusammenschluss der Superiorenkonferenz und der Vereinigung der Frauenorden Österreichs, bestellten die Frauen- und Männerorden der Erzdiözese Wien und der Diözese Eisenstadt, die sogenannte Diözesankonferenz Wien/Eisenstadt, unter Vorsitz von Generalsekretärin Christine Rod am 15. September 2020 Bayard zum Vorsitzenden der Diözesankonferenz Wien/Eisenstadt. Zum 16. September 2020 wurde Bayard zudem Mitglied des Vorstandes des Institutes Österreichischer Orden bestellt.
Der Souveräne Malteserorden verlieh ihm mit Dekret vom 13. Oktober 2021 das Großkreuz pro piis meritis des Verdienstordens Pro Merito Melitensi als Zeichen der Verbundenheit der beiden Ritterorden und in Anerkennung der Leistungen des Deutschen Ordens im Dienst am „Herren Kranken“.
Ende 2021 startete Bayard unter breiter Konsultation der Ordensmitglieder seiner Gemeinschaft aufgrund der demographischen Entwicklung eine Struktur- und Regelreform, die in Abstimmung mit dem zuständigen Dikasterium in Rom und weiteren Experten bis Ende 2024 seinen Abschluss finden soll. Im ersten Schritt wurden hier die beiden Brüderprovinzen Österreich und Italien zusammengeführt, indem am 27. Mai 2024 unter dem Vorsitz Bayards im Konvent in Lana ein gemeinsamer Prior gewählt wurde.
Aufgrund der Verdienste der Brüder und Schwestern des Deutschen Ordens in Österreich verlieh der Bundespräsident der Republik Österreich mit Entschließung vom 4. Oktober 2023 am 16. April 2024 Bayard stellvertretend das Große Ehrenzeichen der Republik Österreich.
Bayard ist Ehrenmitglied der K.Ö.L. Starhemberg im Akademischen Bund Katholisch-Österreichischer Landsmannschaften, der K.D.St.V. Nordgau Prag zu Koblenz (29. Juni 2024) und Bandmitglied der KAV Capitolina Rom (6. Dezember 2024), beide im CV.
Bayards Amtszeit als Hochmeister des Deutschen Ordens wurde u. a. aufgrund der Corona-Krise über die sonst üblichen sechs Jahre hinaus verlängert. Die nächsten Wahlen sollen im Februar 2026 stattfinden.

## Wappen und Wahlspruch

Wappen von Hochmeister Frank Bayard OT

Durch ein schwarzes, mit goldenen Lilienstäben belegtes Balkenkreuz mit Herzschild, darin in Gold ein schwarzer, rot bewehrter, rot bezungter Adler, geviert: Quartier eins und vier in weiß ein schwarzes Balkenkreuz (Deutscher Orden), Quartier zwei und drei in blau ein goldener, golden bewehrter und bezungter, bekrönter Löwe, dessen linke Pfote auf einem Schild aufruht, darin in gold am Schildfuß schwarze Schlägel und Eisen schräggekreuzt und eine am Schildfuß stehende, schwarzblättrige und silberkörnige Ähre (Wappen Bayard, neu angenommen in Anlehnung an das Wappen der ehemaligen Gemeinde Köllerbach, heute Stadtteil Püttlingens.)
Über dem Schild steht die Mitra, begleitet vom schräglinks gestellten Pedum mit weißem Velum (Zeichen des benedizierten Abtes) und vom schrägrechts gestellten, gestürzten Gladius (Symbolik der bis 1806 bestehenden Reichsfürstenwürde des Hochmeisters). Darüber schwebt der schwarze Prälatenhut mit zweimal sechs weißen Quasten an weißen Schnüren (Zeichen eines Generaloberen, mit weißer Farbgebung des Deutschen Ordens).
Der unterhalb des Schildes stehende Wahlspruch lautet: „Noli timere – meus es tu“ (Fürchte dich nicht, mein bist du, Jes 43,1).